# Skorica
Skorica (en serbe cyrillique : Скорица) est un village de Serbie situé dans la municipalité de Ražanj, district de Nišava. Au recensement de 2011, il comptait 799 habitants.

## Démographie

### Évolution historique de la population
| 1948  | 1953  | 1961  | 1971  | 1981  | 1991  | 2002 | 2011 | 2022 |
| ----- | ----- | ----- | ----- | ----- | ----- | ---- | ---- | ---- |
| 1 615 | 1 715 | 1 675 | 1 523 | 1 436 | 1 179 | 958  | 799  | 512  |

|  |